# Tournoi de tennis de Montreux

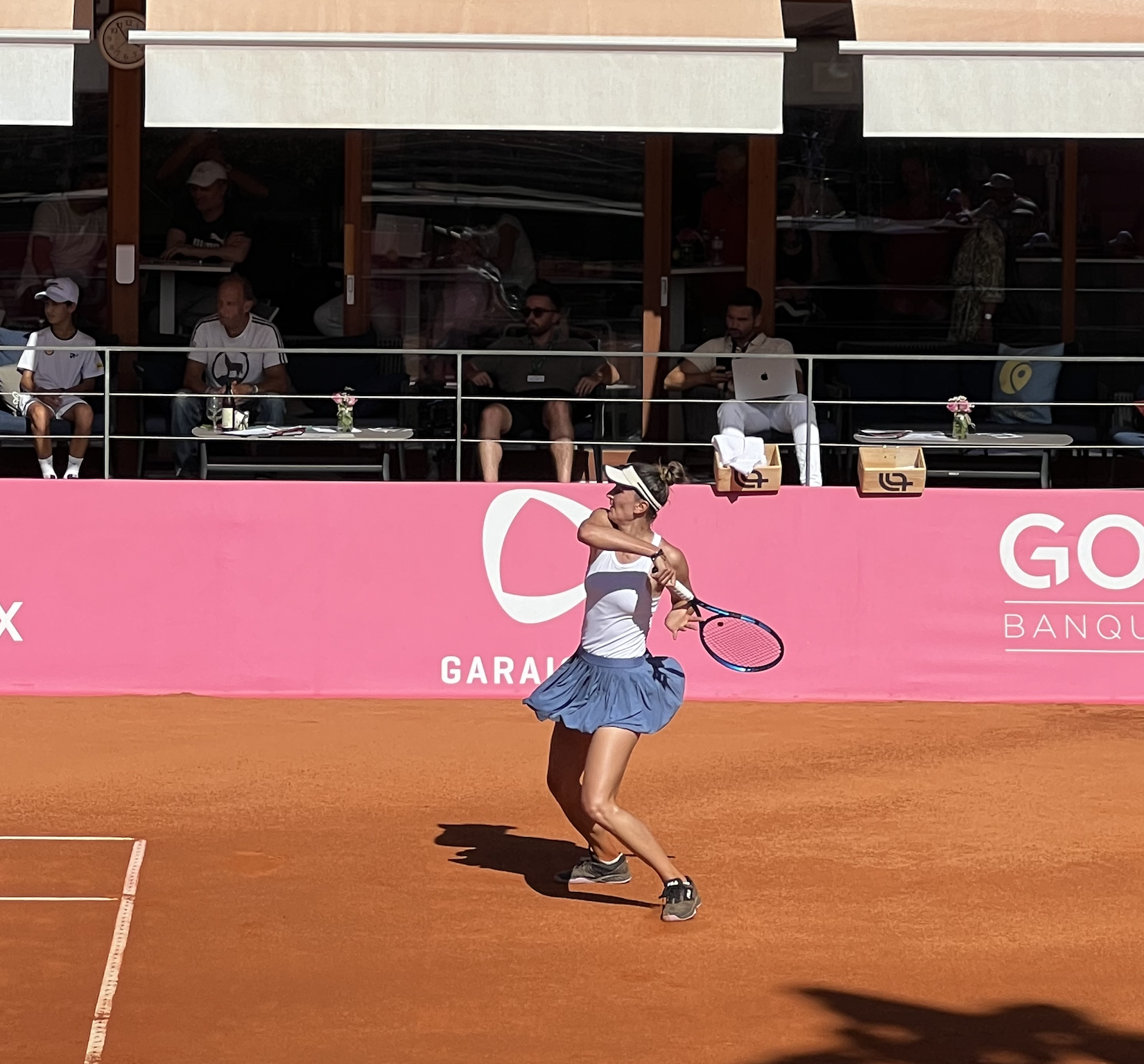
Irina-Camelia Begu frappe un coup droit en demi-finale du Montreux Nestlé Open 2024.

Le tournoi de tennis de Montreux est un tournoi de tennis féminin du circuit professionnel WTA qui se joue sur terre battue en extérieur.
Épreuve du calendrier ITF depuis 2017, le tournoi prend de l'ampleur au fil des ans pour offrir une prime globale de 60 000 $ dès 2018. En 2024, il est promu en catégorie WTA 125.

## Simple
| No    | Date       | Nom et lieu du tournoi                              | Catégorie                                           | Dotation                                            | Surface                                             | Vainqueure                                          | Finaliste                                           | Score                                               |                                                     |
| ----- | ---------- | --------------------------------------------------- | --------------------------------------------------- | --------------------------------------------------- | --------------------------------------------------- | --------------------------------------------------- | --------------------------------------------------- | --------------------------------------------------- | --------------------------------------------------- |
| (I)   | 2017       | Elle Spirit Open, Montreux                          | ITF                                                 | 25 000 $                                            | Terre (ext.)                                        | María Teresa Torró Flor                             | Deborah Chiesa                                      | 4–6, 6–1, 6–2                                       |                                                     |
| (II)  | 2018       | Elle Spirit Open, Montreux                          | ITF                                                 | 60 000 $                                            | Terre (ext.)                                        | Iga Świątek                                         | Kimberley Zimmermann                                | 6–2, 6–2                                            |                                                     |
| (III) | 2019       | Elle Spirit Open, Montreux                          | ITF                                                 | 60 000 $                                            | Terre (ext.)                                        | Olga Danilović                                      | Julia Grabher                                       | 6–2, 6–3                                            |                                                     |
|       | 2020       | Tournoi annulé en raison de la pandémie de Covid-19 | Tournoi annulé en raison de la pandémie de Covid-19 | Tournoi annulé en raison de la pandémie de Covid-19 | Tournoi annulé en raison de la pandémie de Covid-19 | Tournoi annulé en raison de la pandémie de Covid-19 | Tournoi annulé en raison de la pandémie de Covid-19 | Tournoi annulé en raison de la pandémie de Covid-19 | Tournoi annulé en raison de la pandémie de Covid-19 |
| (IV)  | 2021       | Elle Spirit Open, Montreux                          | ITF                                                 | 60 000 $                                            | Terre (ext.)                                        | Beatriz Haddad Maia                                 | Francesca Jones                                     | 6–4, 6–3                                            |                                                     |
| (V)   | 2022       | Elle Spirit Open, Montreux                          | ITF                                                 | 60 000 $                                            | Terre (ext.)                                        | Tamara Korpatsch                                    | Emma Navarro                                        | 6–4, 6–1                                            |                                                     |
| (VI)  | 2023       | Elle Spirit Open, Montreux                          | ITF                                                 | 60 000 $                                            | Terre (ext.)                                        | Anna Bondár                                         | Anna Gabric                                         | 6–4, 6–1                                            |                                                     |
| 1     | 02-09-2024 | Elle Spirit Open, Montreux                          | WTA 125                                             | 115 000 $                                           | Terre (ext.)                                        | Irina-Camelia Begu                                  | Petra Marčinko                                      | 1-6, 6-3, 6-0                                       | Tableau                                             |

## Double
| No    | Date       | Nom et lieu du tournoi                              | Catégorie                                           | Dotation                                            | Surface                                             | Vainqueures                                         | Finalistes                                          | Score                                               |                                                     |
| ----- | ---------- | --------------------------------------------------- | --------------------------------------------------- | --------------------------------------------------- | --------------------------------------------------- | --------------------------------------------------- | --------------------------------------------------- | --------------------------------------------------- | --------------------------------------------------- |
| (I)   | 2017       | Elle Spirit Open Montreux                           | ITF                                                 | 25 000 $                                            | Terre (ext.)                                        | Xenia Knoll Amra Sadiković                          | Michaela Hončová Isabella Shinikova                 | 6–2, 7–5                                            |                                                     |
| (II)  | 2018       | Elle Spirit Open Montreux                           | ITF                                                 | 60 000 $                                            | Terre (ext.)                                        | Andreea Mitu Elena-Gabriela Ruse                    | Laura Pigossi Maryna Zanevska                       | 4–6, 6–3, [10–4]                                    |                                                     |
| (III) | 2019       | Elle Spirit Open Montreux                           | ITF                                                 | 60 000 $                                            | Terre (ext.)                                        | Xenia Knoll Mandy Minella                           | Ylena In-Albon Conny Perrin                         | 6–3, 6–4                                            |                                                     |
|       | 2020       | Tournoi annulé en raison de la pandémie de Covid-19 | Tournoi annulé en raison de la pandémie de Covid-19 | Tournoi annulé en raison de la pandémie de Covid-19 | Tournoi annulé en raison de la pandémie de Covid-19 | Tournoi annulé en raison de la pandémie de Covid-19 | Tournoi annulé en raison de la pandémie de Covid-19 | Tournoi annulé en raison de la pandémie de Covid-19 | Tournoi annulé en raison de la pandémie de Covid-19 |
| (IV)  | 2021       | Elle Spirit Open Montreux                           | ITF                                                 | 60 000 $                                            | Terre (ext.)                                        | Estelle Cascino Camilla Rosatello                   | Conny Perrin Eden Silva                             | 7–64, 6–4                                           |                                                     |
| (V)   | 2022       | Elle Spirit Open Montreux                           | ITF                                                 | 60 000 $                                            | Terre (ext.)                                        | Inès Ibbou Naïma Karamoko                           | Jenny Dürst Weronika Falkowska                      | 2–6, 6–3, [16–14]                                   |                                                     |
| (VI)  | 2023       | Elle Spirit Open Montreux                           | ITF                                                 | 60 000 $                                            | Terre (ext.)                                        | Amina Anshba Lexie Stevens                          | Francisca Jorge Matilde Jorge                       | 1–6, 7–5, [12–10]                                   |                                                     |
| 1     | 02-09-2024 | Elle Spirit Open Montreux                           | WTA 125                                             | 115 000 $                                           | Terre (ext.)                                        | Quinn Gleason Ingrid Gamarra Martins                | María Carlé Simona Waltert                          | 6-3, 4-6, [10-7]                                    | Tableau                                             |